# Picumnus lafresnayi
Picumnus lafresnayi е вид птица от семейство Picidae.

## Разпространение
Видът е разпространен в Бразилия, Еквадор, Колумбия и Перу.